# Dospatska kotlovina
Dospatska kotlovina (bulgariska: Доспатска котловина) är en dal i Bulgarien.   Den ligger i regionen Blagoevgrad, i den sydvästra delen av landet, 120 km sydost om huvudstaden Sofia.
I omgivningarna runt Dospatska kotlovina växer i huvudsak barrskog. Runt Dospatska kotlovina är det ganska tätbefolkat, med 52 invånare per kvadratkilometer.